# .gov
A gov domainnév egy szponzorált legfelső szintű tartomány (sTLD) az Internet tartománynévrendszerében . A név a kormányzat (angol: government) szóból származik, ami azt jelzi, hogy a kormányzati szervek korlátozottan használják. A TLD-t a Cybersecurity and Infrastructure Security Agency (CISA) kezeli, amely az Egyesült Államok Belbiztonsági Minisztériumának része.
A .gov az RFC 920-ban meghatározott eredeti hat legfelső szintű domain egyike.
Bár „eredetileg bármilyen kormányzati hivatalnak vagy ügynökségnek szánták”, csak az Egyesült Államokban működő kormányzati szervezetek regisztrálhatnak .gov domain neveket.
Ez annak következménye, hogy az internet az Egyesült Államok kormánya által támogatott kutatási hálózatként jött létre.
Más országok általában egy második szintű tartományt delegálnak a kormányzati műveletekhez az országkód szerinti felső szintű tartományukon (ccTLD); például a .gov.uk az Egyesült Királyság kormányának tartománya, a .gc.ca pedig Kanada kormányának tartománya. Az Egyesült Államok az egyetlen ország, amely a ccTLD-n ( .us ) kívül rendelkezik kormányspecifikus legfelső szintű domainnel.
1997-től a General Services Administration (GSA) megkezdte a .gov felügyeletét. A TLD-vel kapcsolatos felelősséget a CISA-ra ruházták át a DOTGOV Online Trust in Government Act 2020  értelmében, amely a 2021-es összevont előirányzatokról szóló törvény része.
A .gov domainek a get.gov címen vannak regisztrálva.